# 格利博喬克 (薩夫蘭區)
48°2′11″N 30°11′37″E / 48.03639°N 30.19361°E
赫利博喬克（烏克蘭語：Глибочок）是位於烏克蘭西南部的村莊，由敖德萨州波季利斯克区的薩夫蘭市鎮負責管轄。該村始建於1659年，面積0.48平方公里，海拔高度166米，2001年人口237，人口密度每平方公里493.75人。